# هاري نييريندا
هاري نييريندا (بالإنجليزية: Harry Nyirenda)‏ (25 أغسطس 1990 بلانتاير مالاوي - ) هو لاعب كرة قدم ملاوي، يلعب كمدافع، شارك في كأس الأمم الأفريقية 2010.

## روابط خارجية
- هاري نييريندا على موقع قاعدة بيانات كرة القدم.إي يو (الإنجليزية)
- هاري نييريندا على موقع ناشيونال فوتبول تيمز (الإنجليزية)